# Jaroslav Kovář
Jaroslav Kovár (Checoslovaquia, 12 de mayo de 1934 – 14 de febrero de 2015) fue un atleta checoslovaco especializado en la prueba de Salto de altura, en la que consiguió ser medallista de bronce europeo en 1954.

## Carrera deportiva
En el Campeonato Europeo de Atletismo de 1954 ganó la medalla de bronce en la prueba de salto de altura, con una marca de 1,96 m (mejor marca de su carrera), por detrás del sueco Bengt Nilsson (oro con 2,02 m) y del checoslovaco Jiří Lanský (plata con 1,98).